# Jane Curtin
Jane Therese Curtin (Cambridge, 6 de setembro de 1947) é uma atriz e comediante americana, conhecida às vezes como "Rainha do Deadpan". 
Iniciou a carreira no Saturday Night Live e ganhou diversas vezes o Emmy pela série Kate & Allie na década de 1980. Também ficou conhecida por seus papéis nas séries 3rd Rock from the Sun, The Librarians e pelo filme Coneheads. 
Em 1986, foi incluída na lista dos "Top Prime Time Atores e Atrizes de Todos os Tempos".